# Gare de Saint-Clair - Les Roches
Gare de Saint-Clair - Les Roches – stacja kolejowa w Saint-Clair-du-Rhône, w departamencie Isère, w regionie Owernia-Rodan-Alpy, we Francji.
Jest stacją kolejową Société nationale des chemins de fer français (SNCF), obsługiwaną przez pociągi TER Rhône-Alpes.